# ماه کامل (مجموعه تلویزیونی)
ماه کامل(به ترکی استانبولی: dolunay) یک سریال رمانتیک کمدی ساخت کشور ترکیه است. این سریال در سال ۲۰۱۷ در شبکه استار تی‌وی پخش شد. از جمله بازیگران این سریال می توان به اوزگه گورل و جان یامان اشاره کرد.

## داستان سریال
نازلی دختری است که رویای تبدیل به یک آشپز بزرگ شدن را در سر دارد تا اینکه در خانه فرید اصلان به عنوان آشپز مشغول به کار می‌شود و اتفاقاتی جالب و زیبا و عاشقانه بین این دو شکل می‌گیرد.

## بازیگران
| بازیگران        | شخصیت      | تعداد حضور در سریال |
| --------------- | ---------- | ------------------- |
| اوزگه گورل      | نازلی      | ۱–۲۶                |
| جان یامان       | فَرید اصلان | ۱–۲۶                |
| هاکان کورتاش    | دنیز       | ۱–۲۶                |
| نجیپ ممیلی      | هاکان      | ۱–۲۶                |
| تورکو توران     | آلیا       | ۱–۲۶                |
| اوزنور سرچیلر   | فاتوش      | ۱–۲۶                |
| ایلایدا اکدوگان | آسمان      | ۱–۲۶                |
| برک یایگین      | تارِک       | ۱–۲۶                |
| بالامیر امرن    | اِنگین      | ۱–۲۶                |
| آلارا بزبِی      | دِمِت        | ۱–۲۶                |
| ایلهان ترک دمیر | بولوت      | ۱–۲۶                |
| یشیم گل         | لِمان       | ۱ -                 |